# جنیستا کلارک
جنیستا کلارک (انگلیسی: Jenista Clark؛ زادهٔ ۳۱ اکتبر ۱۹۸۸) بازیکن فوتبال اهل ایالات متحده آمریکا است.
از باشگاه‌هایی که در آن بازی کرده‌است می‌توان به اسکای بلو اف‌سی، باشگاه فوتبال زنان فرایبورگ، و باشگاه فوتبال آینتراخت فرانکفورت (زنان) اشاره کرد.